# 極!!男塾
『極!!男塾』（ごく おとこじゅく）は、宮下あきらによる日本の漫画作品。『週刊漫画ゴラク』（日本文芸社）にて、2014年4月18日号から2016年11月25日号まで連載された。同誌で連載されていた『私立極道高校2011』から続く続編的作品で、作者がこれまで手掛けてきた『私立極道高校』及び『魁!!男塾』から続く両シリーズ並びに宮下が過去に描いてきた作品の登場人物が出演するクロスオーバー作品である。

## 物語
突如、地球軌道上に出現した異星人「スサノヲ」。彼らは宇宙の未知なるパワーを探し求めた末に、日本男子のコウガンに宿る「大和魂」に狙いを付けて地球侵攻を宣言する。未曽有の危機を前に、江田島平八を筆頭とする歴代男塾塾生、並びに合流した私立極道高校卒業生らが、東京タワー先端部に設置されていた宇宙船に魁組、曉組、極組に別れて乗り込み、それぞれ異星人に立ち向かう。

## 登場人物
魁!!男塾の登場人物、曉!!男塾 青年よ、大死を抱け、私立極道高校も参照。
江田島 平八（えだじま へいはち）
これまで塾生たちを指導してきた男塾元塾長。日本国総理から異星人スサノヲの襲来の報を受け、歴代男塾塾生と極道高校の卒業生たちを招集する。
大河内 民明丸（おうこうち みんめいまる）
民明書房代表取締役にして創設者。『暁!!男塾』の時点で齢100を越えていたが、本作の時点でも社のトップとして健在。『世界の怪拳・奇拳』が10億部を突破し、本社ビルを建てるに至っている。
江田島の依頼を受け、男塾塾生たちを招集するための「赤神」を大量に発行した。
王大人（ワン ターレン）
男塾元塾長代理。信者を瑪羅門の三兄弟から解放するためにスサノヲに戦いを挑む。ボギーと大岸を救って幻術により信者を瑪羅門三兄弟から解放し、瑪羅門三兄弟を説得した。
藤堂 兵衛（とうどう ひょうえ）
江田島平八、並びに歴代男塾塾生にとって因縁の敵。本作では異星人スサノヲと契約し、不死身の肉体を得る代わりに男塾の面々を宇宙に差し向けさせる裏工作を行った。
花田 吾作（はなだ ごさく）
『ボギー THE GREAT』の主人公。通称ボギー THE GREAT。
原作最終話でハイジャック事件を解決した際に飛行機から振り落とされて消息不明となったが、その際にバミューダトライアングルへ接触し、地球から遥か彼方のランボル星へと流れ着いていた。地球に帰還するための最新鋭宇宙船を獲得するべく「ウラカン」に参加していた時に男塾「暁組」と遭遇する。
サガ
『世紀末博狼伝サガ』の主人公。自身を世界一のギャンブラーと豪語する。
麻雀の賭け試合の真っ最中にUFOに拉致され、惑星トバにおけるギャンブルの殿堂で男塾「極組」と対峙する。
瑪羅門龍（ばらもん りゅう）
『瑪羅門の家族』の主人公の一人で瑪羅門家の三男。スサノヲに操られ、信者を集めて大和魂を集めていた。王大人の説得により、スサノヲと戦う。スサノヲとの戦いで最後の一撃を放つもスサノヲの奪った大和魂によって復活される。瑪羅門の家族の血を絶やさせないため、凱と翔によってバラモン豪に閉じ込められる。
瑪羅門凱（ばらもん がい）
『瑪羅門の家族』の主人公の一人で瑪羅門家の長男。スサノヲに操られ、信者を集めて大和魂を集めていた。王大人の説得により、スサノヲと戦う。スサノヲとの戦いで最後の一撃を放つもスサノヲの奪った大和魂によって復活される。瑪羅門の家族の血を絶やさせないためにバラモン豪を使って龍を閉じ込め、スサノヲの放つミサイルに貫かれて爆死した。
瑪羅門翔（ばらもん しょう）
『瑪羅門の家族』の主人公の一人で瑪羅門家の次男。スサノヲに操られ、信者を集めて大和魂を集めていた。王大人の説得により、スサノヲと戦う。スサノヲとの戦いで最後の一撃を放つもスサノヲの奪った大和魂によって復活される。瑪羅門の家族の血を絶やさせないためにバラモン豪を使って龍を閉じ込め、スサノヲの放つミサイルに貫かれて爆死した。
スサノヲ
太陽系外から地球に襲来した異星人勢力。日本上空の衛星軌道上に大宇宙船を駐留させ、日本男子のコウガンに宿る「大和魂」を得るべく地球人類に脅迫をかける。
アマテラス
スサノヲの姉。彼女の放つ光線を浴びると相手の傷を癒す。

## 用語
赤神
民明丸が作った特別召集令状。元ネタは赤紙。
魁組
『魁!!男塾』時代の塾生。全員老齢で容姿もそれに沿ったものになっているが、物語中盤から登場した同時代の塾生は当時と同じ姿で描かれており、初期に登場した塾生との差が激しい。
曉組
『曉!!男塾』時代の塾生
極組
『私立極道高校2011』の塾生。
ランボル
ボギーがいた惑星。「ウラカン」と呼ばれるバトルロイヤルが行われている。
トバ
サガがいた惑星。ギャンブルの惑星。ただし、賭けの代償は金ではなく命。
バラモン豪
瑪羅門の三兄弟が敵を捕獲し転送させるための技。凱と翔は瑪羅門の家族の血を絶やさせないために敢えて龍を閉じ込めさせた。
符麗捨「武威亜々流」
アマテラスによって保管されたゴーグル型の装置。獅子丸が手に入れた後に覗き込むと、スサノヲの幼少期が映し出される。その後、獅子丸によって闇に葬られた。

## 書誌情報
- 宮下あきら 『極!!男塾』 日本文芸社〈ニチブンコミックス〉、全8巻
  1. 2014年9月18日発売 ISBN 978-4-537-13198-7
  2. 2014年12月27日発売 ISBN 978-4-537-13245-8
  3. 2015年5月9日発売 ISBN 978-4-537-13286-1
  4. 2015年11月19日発売 ISBN 978-4-537-13363-9
  5. 2016年4月9日発売 ISBN 978-4-537-13428-5
  6. 2016年8月8日発売 ISBN 978-4-537-13470-4
  7. 2016年11月19日発売 ISBN 978-4-537-13509-1
  8. 2017年3月29日発売 ISBN 978-4-537-13565-7